# Amphiascus salammboi
Amphiascus salammboi is een eenoogkreeftjessoort uit de familie van de Miraciidae. De wetenschappelijke naam van de soort is voor het eerst geldig gepubliceerd in 1942 door Klie.